# Fail-Safe N
Fail-Safe N ist ein Kennwert der in Metaanalysen verwendet wird. Er gibt an, wie viele Studien mit einer Effektstärke von Null gefunden werden müssten, damit die Metaanalyse nicht mehr signifikant wäre. Der Fail-Safe N ist jedoch keine Teststatistik, sondern nur ein grober Richtwert.

## Autoren
Der Kennwert wurde von Rosental (1979) entwickelt und geht auf eine Idee von Stouffer et al. (1949) zurück. Eine Berechnungsmethode, die nicht auf der Signifikanz, sondern direkt auf der Effektsärke beruht, wurde von Orwin (1983) beschrieben.

## Zweck des Kennwerts
Damit soll der Schwierigkeit begegnet werden, dass viele Studien nicht veröffentlicht werden, wenn der Effekt nicht signifikant wird und deshalb im Schubkasten der Wissenschaftler verschwinden (engl. File Drawer Problem), wodurch die Signifikanz eines Effekts insgesamt überschätzt wird. Diese Überschätzung der Signifikanz nennt man auch Publikationsbias. Literatur, die nur schwer zugänglich ist bezeichnet man als Graue Literatur.